# Лимовце
Лимовце (словен. Limovce) — поселення в общині Врансько, Савинський регіон, Словенія. 
Висота над рівнем моря: 712,8 м.